# Those Whom the Gods Detest
| Оценки критиков  | Оценки критиков |
| Источник         | Оценка          |
| ---------------- | --------------- |
| About.com        | [ 1 ]           |
| Allmusic         | [ 2 ]           |
| Blabbermouth.net | [ 3 ]           |
| Rock Sound       | [ 4 ]           |
| Sputnikmusic     | [ 5 ]           |
| Ultimate Guitar  | [ 6 ]           |

Those Whom the Gods Detest (рус. Те, которых терпеть не могут боги) — шестой студийный альбом американской дэт-метал группы Nile. Альбом был выпущен 3 ноября 2009 года в Северной Америке и 6 ноября того же года в Европе на лейбле Nuclear Blast. Продюсерами альбома стали Нейл Кернон и Эрик Рутан.
На обложке альбома изображён египетский фараон Эхнатон. Название и обложка альбома перекликаются между собой, так как фараон Эхнатон провёл несколько бесполезных и никому не нужных религиозных реформ. На странице группы появилась информация, что группа готовит к выпуску DVD о том, как создавался альбом. Так же, как и в предыдущих альбомах, в комплекте будет идти буклет, объясняющий лирику каждой песни. 24 сентября 2009 года песня «Permitting the Noble Dead to Descend to the Underworld» стала официально доступна для скачивания на MySpace группы. Также эта тема затронута во втором сольном альбоме Карла Сандерса — Saurian Exorcisms.
28 августа 2010 года на песню "Permitting the Noble Dead to Descend to the Underworld" вышел официальный видеоклип.

## Список композиций
Вся лирика написана Карлом Сандерсом.
| №                   | Название                                                     | Музыка              | Длительность |
| ------------------- | ------------------------------------------------------------ | ------------------- | ------------ |
| 1.                  | «Kafir!»                                                     | Сандерс, Коллиас    | 6:50         |
| 2.                  | «Hittite Dung Incantation»                                   | Сандерс, Коллиас    | 3:48         |
| 3.                  | «Utterances of the Crawling Dead»                            | Толер-Уэйд, Коллиас | 5:09         |
| 4.                  | «Those Whom the Gods Detest»                                 | Сандерс, Коллиас    | 8:06         |
| 5.                  | «4th Arra of Dagon»                                          | Сандерс, Коллиас    | 8:40         |
| 6.                  | «Permitting the Noble Dead to Descend to the Underworld»     | Толер-Уэйд, Коллиас | 3:32         |
| 7.                  | «Yezd Desert Ghul Ritual in the Abandoned Towers of Silence» | Сандерс             | 2:33         |
| 8.                  | «Kem Khefa Kheshef»                                          | Сандерс, Коллиас    | 6:18         |
| 9.                  | «The Eye of Ra»                                              | Толер-Уэйд, Коллиас | 5:00         |
| 10.                 | «Iskander Dhul Kharnon»                                      | Сандерс, Коллиас    | 6:40         |
| Общая длительность: | Общая длительность:                                          | Общая длительность: | 56:39        |

| №                   | Название                                                     | Музыка              | Длительность |
| ------------------- | ------------------------------------------------------------ | ------------------- | ------------ |
| 1.                  | «Kafir!»                                                     | Сандерс, Коллиас    | 6:50         |
| 2.                  | «Hittite Dung Incantation»                                   | Сандерс, Коллиас    | 3:48         |
| 3.                  | «Utterances of the Crawling Dead»                            | Толер-Уэйд, Коллиас | 5:09         |
| 4.                  | «Those Whom the Gods Detest»                                 | Сандерс, Коллиас    | 8:06         |
| 5.                  | «4th Arra of Dagon»                                          | Сандерс, Коллиас    | 8:40         |
| 6.                  | «Permitting the Noble Dead to Descend to the Underworld»     | Толер-Уэйд, Коллиас | 3:32         |
| 7.                  | «Yezd Desert Ghul Ritual in the Abandoned Towers of Silence» | Сандерс             | 2:33         |
| 8.                  | «Kem Khefa Kheshef»                                          | Сандерс, Коллиас    | 6:18         |
| 9.                  | «The Eye of Ra»                                              | Толер-Уэйд, Коллиас | 5:00         |
| 10.                 | «Iskander Dhul Kharnon»                                      | Сандерс, Коллиас    | 6:40         |
| 11.                 | «Hittite... (инструментальная версия)»                       | Сандерс, Коллиас    | 3:47         |
| 12.                 | «Permitting... (инструментальная версия)»                    | Толер-Уэйд, Коллиас | 3:33         |
| Общая длительность: | Общая длительность:                                          | Общая длительность: | 63:59        |

LP версия:
Side A (Disc 1)
1. Kafir
2. Hittite Dung Incantation
3. Utterances of the Crawling Dead

Side B (Disc 1)
1. Those Whom the Gods Detest
2. 4th Arra of Dagon
3. Permitting the Noble Dead to Descend to the Underworld
4. Yezd Desert Ghul Ritual in the Abandoned Towers of Silence

Side C (Disc 2)
1. Kem Khefa Kheshef
2. The Eye of Ra
3. Iskander Dhul Kharnon

Side D (Disc 2)
1. Hittite… (инструментальная версия)
2. Permitting… (инструментальная версия)

## Отзывы критиков и мировой успех
Альбом получил очень положительные отзывы со стороны поклонников группы, среди слушателей жанра и со стороны критиков. Попал в американский чарт Billboard 200 и присутствовал в чартах Финляндии, Франции, Германии.

## Чарты
| Чарт (2009)      | Наивысшая позиция |
| ---------------- | ----------------- |
| Финский чарт     | 35                |
| Французский чарт | 149               |
| Billboard 200    | 162               |
| Немецкий чарт    | 76                |

## Участники записи
- Карл Сандерс — вокал и гитара
- Даллас Толер-Уэйд — гитара , бас-гитара и вокал
- Джордж Коллиас — ударные, перкуссия